# Mohamed El Filali
Mohamed El Filali (en arabe : محمد الفيلالي), né le 9 juillet 1947 à El Malah en Algérie, est un footballeur marocain des années 1970.
Il était attaquant au Mouloudia d'Oujda.

## Biographie
International marocain, il participe à la Coupe du monde 1970 (1er tour, trois matchs, aucun but), à la CAN 1972 (1er tour) et aux JO 1972 (second tour, six matchs, un but).
En club, il effectua sa carrière au Mouloudia d'Oujda. Il était aussi pompier.
Son frère Mbarek El Filali a également été un footballeur international.

## Carrière
- 1962-1979  Mouloudia d'Oujda[2]

## Sélections en équipe nationale
1. 03/11/1968 Maroc – Sénégal Casablanca 1 - 0 Elim. CM 1970
2. 05/01/1969 Sénégal - Maroc Dakar 2 - 1 Elim. CM 1970
3. 09/02/1969 Maroc - Hongrie Casablanca 1 - 4 Amical
4. 13/02/1969 Maroc – Sénégal Las Palmas 2 - 0 Elim. CM 1970
5. 09/03/1969 Algérie - Maroc Alger 2 - 0 Elim. CAN 1970
6. 22/03/1969 Maroc - Algérie Agadir 1 - 0 Elim. CAN 1970
7. 27/04/1969 Tunisie - Maroc Tunis 0 - 0 Elim. CAN 1970
8. 17/05/1969 Maroc - Tunisie Casablanca 0 - 0 Elim. CAN 1970
9. 13/06/1969 Maroc - Tunisie Casablanca 2 - 2 Elim. CAN 1970
10. 21/09/1969 Maroc - Nigeria Casablanca 2 - 1 Elim. CM 1970 / 1 But
11. 10/10/1969 Soudan - Maroc Khartoum 0 - 0 Elim. CM 1970
12. 26/10/1969 Maroc - Soudan Casablanca 3 - 0 Elim. CM 1970 / 1 But
13. 30/10/1969 Algérie - Maroc Alger 1 - 0 Amical
14. 28/12/1969 Maroc - Bulgarie Casablanca 3 - 0 Amical
15. 03/06/1970 RFA – Maroc  Leon 2 - 1 CM 1970
16. 06/06/1970 Pérou - Maroc Leon 3 - 0 CM 1970
17. 11/06/1970 Bulgarie - Maroc Leon 1 - 1 CM 1970
18. 14/03/1971 Maroc - Égypte Casablanca 3 - 0 Elim. CAN 1972 / 1 But
19. 26/06/1971 Téhéran : Maroc vs Tchécoslovaquie : 1 - 0 Tournoi de Perse
20. 28/06/1971 Téhéran : Maroc vs Égypte : 2 - 0 Tournoi de Perse
21. 12/09/1971 Maroc - Mexique Casablanca 2 - 1 Amical
22. 25/02/1972 Congo – Maroc Douala 1 - 1 CAN 1972

## Les matchs olympiques
1. 30/06/1968 : Accra : Ghana vs Maroc 1 -2 Elim. JO 1972
2. 27/08/1972 : Augsbourg USA v Maroc 0 - 0 JO 1972
3. 29/08/1972 : RFA v Maroc 3 - 0 JO 1972
4. 31/08/1972 : Ingolstadt Malaisie v Maroc 0 - 6 JO 1972 / 1 but
5. 03/09/1972 : Munich URSS v Maroc 3 - 0 JO 1972
6. 05/09/1972 : Passau Danemark v Maroc 3 - 1 JO 1972
7. 08/09/1972 : Nuremberg Pologne v Maroc 5 - 0 JO 1972

## Palmarès
Avec le  Mouloudia d'Oujda :
- Championnat du Maroc
  - Champion : 1975
  - Vice-Champion : 1977

- Championnat du Maghreb
  - Champion : 1972

- Coupe Toto-foot
  - Vainqueur : 1963

- Supercoupe du Maroc
  - Finaliste : 1976